# Luetkesaurus
Luetkesaurus là một chi thằn lằn cổ rắn, được Kiprijanoff mô tả khoa học năm 1883.